# Puhtulaid
Puhtulaid eller Puhtu är en halvö vid Estlands västkust. Den ligger nära Virtsu i Hanila kommun i landskapet Läänemaa, 120 km sydväst om huvudstaden Tallinn. Arean är 0,9 kvadratkilometer.
Landhöjningen har gjort att Puhtulaid, som i början av 1900-talet ännu var en ö, förenats med fastlandet och halvön Virtsu poolsaar.
Inlandsklimat råder i trakten. Årsmedeltemperaturen i trakten är 5 °C. Den varmaste månaden är augusti, då medeltemperaturen är 16 °C, och den kallaste är januari, med −6 °C.